# Tell de Solenhac
Tell de Solenhac, Till o Til·ló (Saxònia, ca. 610 - prop de Solenhac, Alta Viena, Llemosí, 702) fou un religiós i anacoreta. És venerat com a sant per diverses confessions cristianes.

## Biografia
Saxó de naixement, fou capturat cap al 622 per bandolers o tropes de Clotari II, i venut a la Gàl·lia Belgica, actual Flandes, on fou alliberat i batejat per Eloi de Noyon. Aquest l'envià a l'abadia de Solenhac (Alta Viena, Llemosí), on es formà i visqué com a monjo entre 632 i 640. Cridat de nou per Eloi, ara bisbe de Noyon fou ordenat sacerdot i rebé l'encàrrec d'evangelitzar els saxons de la regió de Tournai i altres zones, especialment Izegem, prop de Kortrijk, encàrrec que feu entre 640 i 659.
A la mort d'Eloi, el 659, Tell va tornar a Solenhac i va viure-hi a Brajac (Alta Alvèrnia) fent-hi vida eremítica; amb el temps, a l'eremitori va sorgir un altre monestir. Els habitants de la regió l'anomenaven Pau, ja que el comparaven a Sant Pau de Tebes. Cap al 697, se'establí en una ermita propera l'abadia de Solenhac, on després s'originà Vigen. Hi morí, ja amb noranta anys, cap al 702.

## Veneració
Fou sebollit a Solenhac, a la cripta de l'església abacial. Les seves restes foren cremades pels calvinistes en 1569, conservant-se'n només algunes relíquies en un bust reliquiari de Solenhac. A Izegem es conservava el crani, donat per l'arquebisbe de Llemotges el 1886, però la relíquia fou robada el 1996 i avui es conserva a la casa del degà de l'església.
És conegut com a Théau, Till o Tilloine en francès, Tilman, Thill, Thielman o Filman en flamenc i alemany, i Hillonius a Alemanya.